# Prêmio Lemelson–MIT
A Fundação Lemelson concede anualmente diversos prêmios nos Estados Unidos. O mais significativo deles é o Prêmio Lemelson–MIT (em inglês:  Lemelson-MIT Prize), estabelecido em 1994 por Jerome H. Lemelson, administrado pelo Instituto de Tecnologia de Massachusetts. O laureado recebe 500 mil dólares, o que o torna a maior premiação financeira para invenção dos Estados Unidos.

## Laureados

### 1995
- William Bolander
- Bill Hewlett
- David Packard
- Thomas Massie

### 1996
- Stanley Norman Cohen
- Herbert Boyer
- Wilson Greatbatch
- David Levy

### 1997
- Douglas Engelbart
- Gertrude Elion

### 1998
- Robert Langer
- Jacob Rabinow
- Akhil Madhani

### 1999
- Carver Mead
- Stephanie Kwolek
- Daniel DiLorenzo
- Krysta Morlan

### 2000
- Thomas Fogarty
- Al Gross
- Amy Smith
- Charles Johnson
- Michael Lim, Jalal Khan, and Thomas Murphy

### 2001
- Raymond Kurzweil
- Raymond Vahan Damadian
- Brian Hubert
- Jordan Sand

### 2002
- Dean Kamen
- Ruth Rogan Benerito
- Andrew Heafitz
- Kavita Shukla

### 2003
- Leroy Hood
- William Murphy, Jr
- James McLurkin

### 2004
- Nick Holonyak, Jr.
- Edith Marie Flanigen
- Saul Griffith

### 2005
- Woody Norris
- Robert Heath Dennard
- David Berry

### 2006
- James Fergason
- Sidney Pestka
- Carl Dietrich

### 2007
- Timothy Swager
- Lee Lynd
- Nathan Ball
- Brian Schulkin
- Michael Callahan

### 2008
- Joseph DeSimone
- Martin Fisher
- Timothy Lu
- Martin Schubert
- Patrick Walsh

### 2009
- Chad Mirkin
- Joel Selanikio
- Geoffrey von Maltzahn
- Yuehua Yu
- John Wright
- Ophir Vermesh

### 2010
- Carolyn Bertozzi
- BP Agrawal

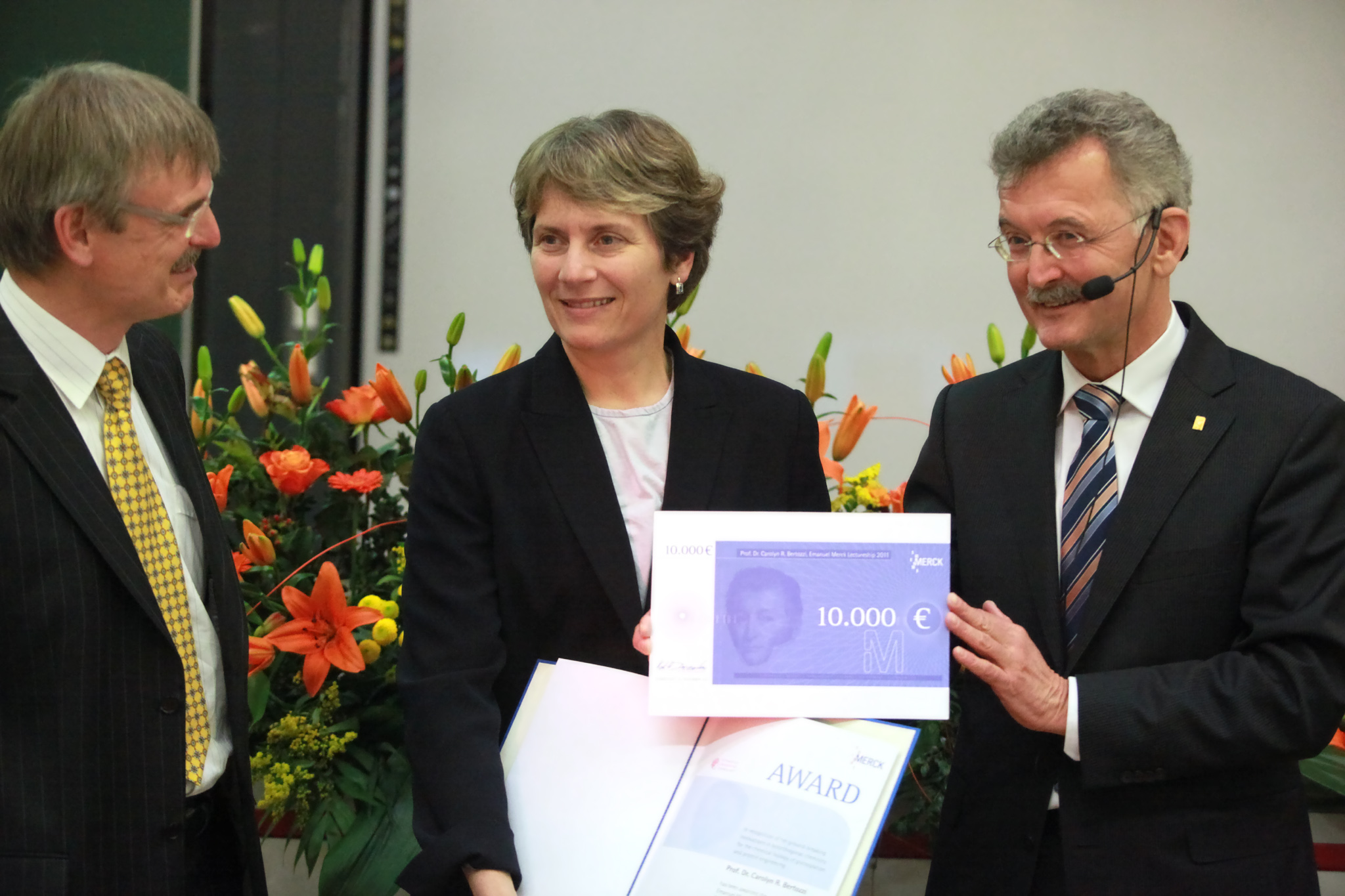
Carolyn Bertozzi, recebendo o Emanuel Merck Lectureship em 2011

### 2011
- John Ashley Rogers
- Elizabeth Hausler

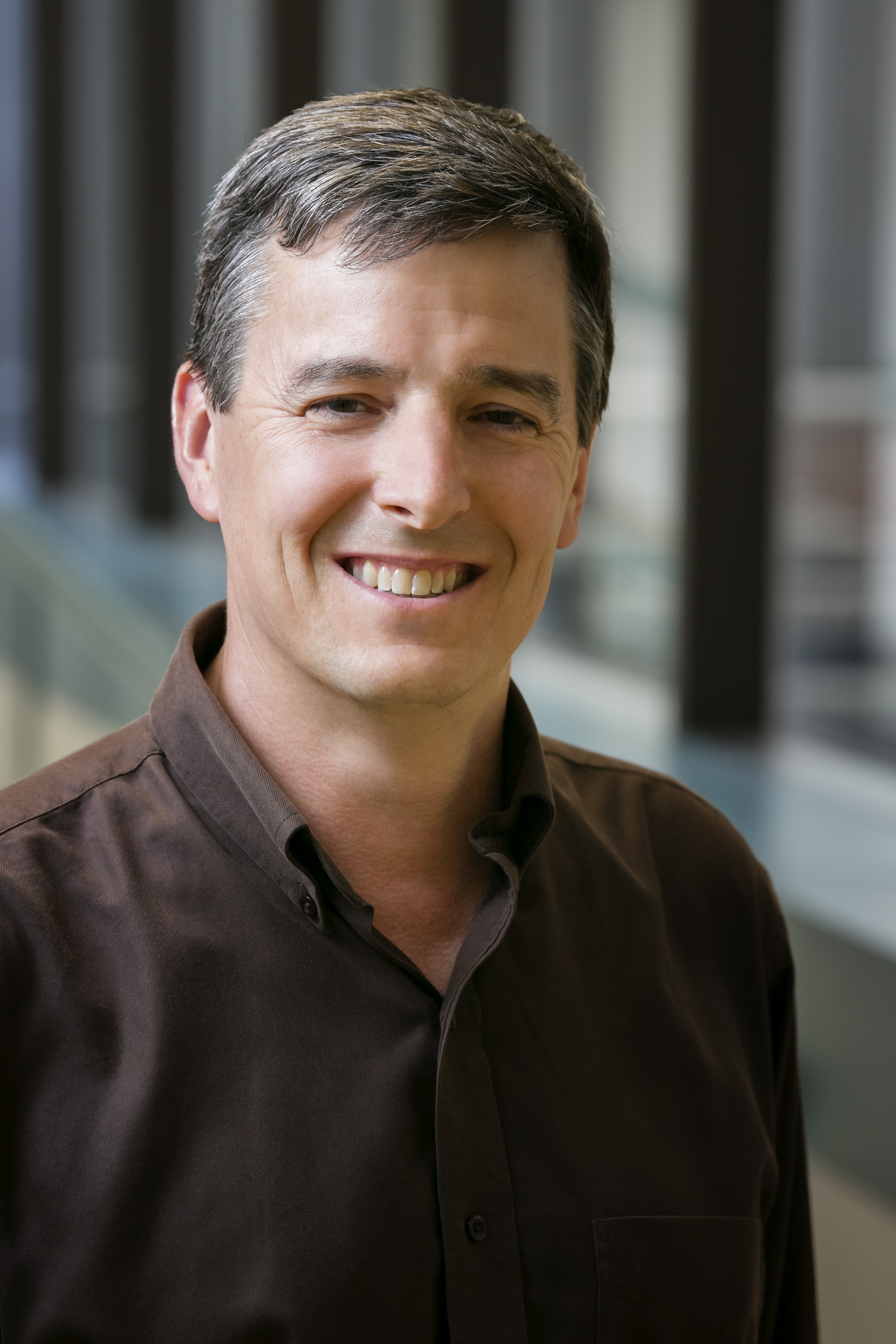
John Ashley Rogers (Professor, Physical Chemist, and Materials Scientist at Northwestern University)

### 2012
- Stephen Quake[1]
- Ashok Gadgil

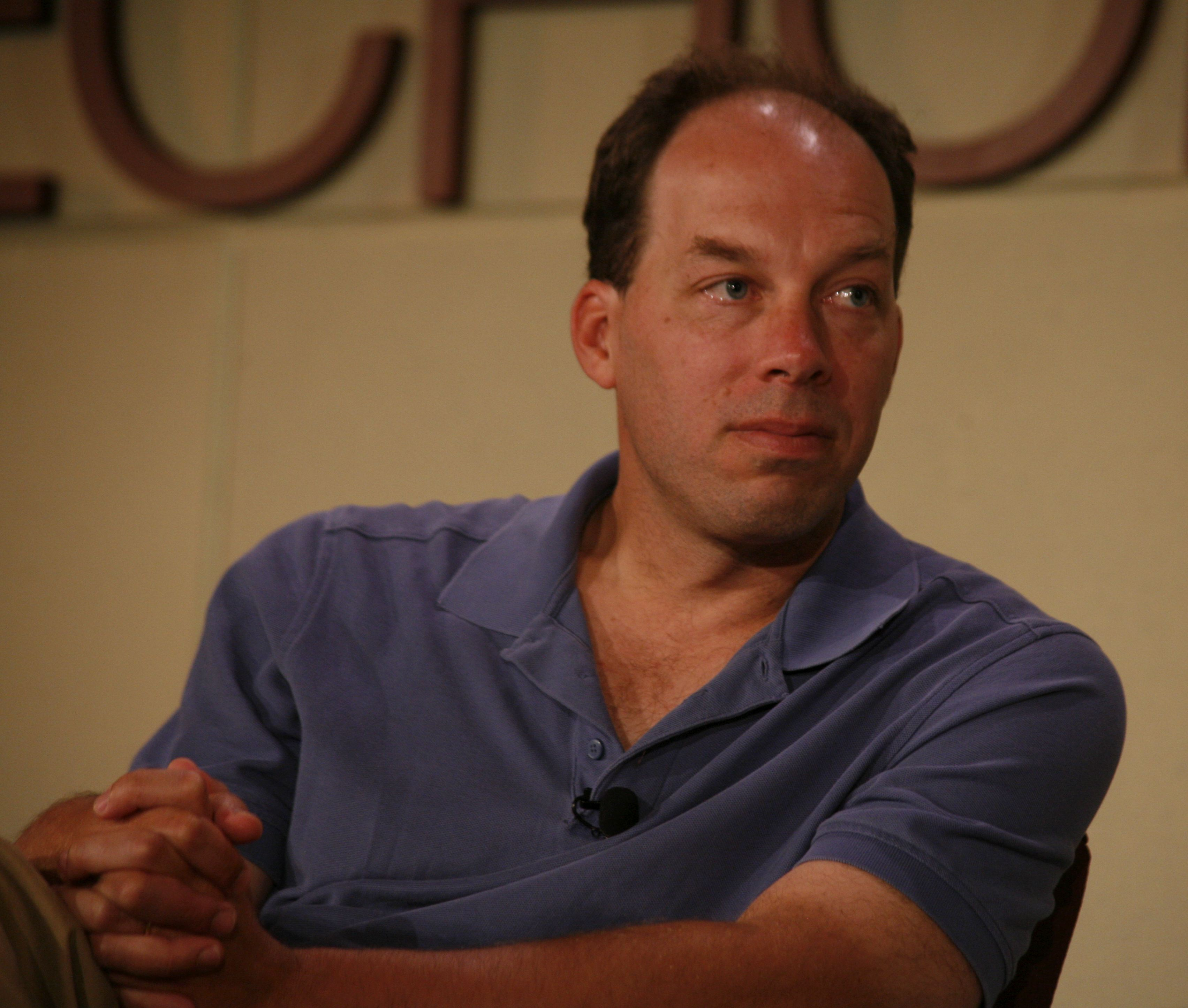
(Scientist, Inventor, Entrepreneur, Professor of Biophysics and Genomics at Stanford University)

### 2013
- Angela Belcher[2]
- Rebecca Richards-Kortum e Maria Oden (Lemelson–MIT Award for Global Innovation)

### 2014
- Sangeeta Bhatia

### 2015
- Jay Whitacre[3]

### 2016
- Ramesh Raskar[4]

### 2017
- Feng Zhang

### 2018
- Luis von Ahn[5]

### 2019
- Cody Friesen